# Head (soundtrack)
Head, ett soundtrack av The Monkees till filmen med samma namn utgivet 1 december 1968 av skivbolagen Colgems Records (i USA) och RCA Records. Albumet var gruppens sjätte album och det sista (av 1960-talsalbumen) med samtliga fyra gruppmedlemmarna. Den 30 december 1968 lämnade nämligen Peter Tork gruppen och han fick betala 160 000 dollar för att bli fri från sitt kontrakt, en åtgärd som i praktiken gjorde Tork helt pank.
Originalupplagan av albumet hade en grå, reflekterande silvrig färg, där man kunde se sitt eget ansikte ungefär som i spegel om man tittade in det, därav albumtiteln.
Albumet nådde Billboard-listans 45:e plats.

## Låtlista
Singelplacering i Billboard inom parentes. 
Sida A
1. "Opening Ceremony" – 1:20
2. "Porpoise Song (Theme from Head)" (Gerry Goffin/Carole King) (#62)[4] – 2:56
3. "Ditty Diego – War Chant" (Jack Nicholson/Bob Rafelson) – 1:25
4. "Circle Sky" (Michael Nesmith) – 2:31
5. "Supplicio" – 0:48
6. "Can You Dig It?" (Peter Tork) – 3:23
7. "Gravy" – 0:06

Sida B
1. "Superstitious" – 0:07
2. "As We Go Along" (Carole King/Toni Stern) – 3:51
3. "Dandruff?" – 0:39
4. "Daddy's Song" (Harry Nilsson) – 2:30
5. "Poll" – 1:13
6. "Do I Have to Do This All Over Again" (Peter Tork) – 2:39
7. "Swami – Plus Strings, Etc." (Ken Thorne) – 5:21

Bonusspår på den remastrade CD-utgåvan utgiven i november 1994
1. "Ditty Diego – War Chant" (Jack Nicholson/Bob Rafelson) (alternativ version) – 4:13
2. "Circle Sky" (Michael Nesmith) (live) – 2:20
3. "Happy Birthday to You" (Patty Smith Hill/Mildred Hill) – 1:02
4. "Can You Dig It?" (Peter Tork) (alternativ mix) – 3:25
5. "Daddy's Song" (Harry Nilsson) (alternate mix) – 2:06
6. "Head Radio Spot" – 2:03

## Medverkande
Musiker (The Monkees-medlemmar
- Micky Dolenz – sång (trummor på live-versionen av "Circle Sky")
- Davy Jones – sång (maracas och orgel på live-versionen av "Circle Sky")
- Mike Nesmith – sång, gitarr, elektrisk orgel, maracas
- Peter Tork – sång, gitarr (basgitarr på live-versionen av "Circle Sky")

Ytterligare vokala inslag (sång/tal)
- Charles Irving, I. J. Jefferson, David Manners, Bela Lugosi, Charles Macaulay, Logan Ramsey, Bob Rafelson, Frank Zappa, Timothy Carey, Abraham Sofaer, Teri Garr

Bidragande musiker
- Ken Bloom – gitarr
- Danny Kortchmar – gitarr på "As We Go Along"
- Leon Russell – keyboard
- Ralph Shuckett – keyboard
- Douglas Lubahn – basgitarr
- Mike Ney – trummor
- William Hinshaw – horn
- Jules Jacob – horn
- Gregory Bemko – cello
- David Filerman – cello
- Jan Kelly – cello
- Jacqueline Lustgarten – cello
- Max Bennett – ståbas
- Clyde Hoggan – ståbas
- James Hughart – ståbas
- Jerry Scheff – ståbas
- Michel Rubini – piano
- Keith Allison – gitarr
- Bill Chadwick – gitarr
- Richard Dey – basgitarr
- John Gross – basgitarr
- Eddie Hoh – trummor, cowbell
- Lance Wakely – gitarr, basgitarr
- Dewey Martin – trummor
- Michael A. Glass – percussion
- Ry Cooder – gitarr (på "As We Go Along")
- Neil Young – gitarr (på "As We Go Along")
- Carole King – gitarr (på "As We Go Along")
- Harvey Newmark – basgitarr
- Earl Palmer – drums
- Dennis Bruce – percussion
- Stephen Stills – gitarr (på "Long Title")
- Pete Candoli – trumpet
- Marion Childers – trumpet
- Anthony Terran – trumpet
- Richard Leith – trombon
- Lewis McCreary – trombon
- Justin Ditullio – cello
- Raphael Kramer – cello
- Emmet Sargent – cello
- Eleanor Slatkin – cello
- Brendan Cahill – percussion
- Jack Nitzsche – arrangement (på "Porpoise Song" och "As We Go Along")
- Russ Titelman – dirigent (på "Porpoise Song")
- John R. Hoening – okänd
- Tony McCashen – okänd
- Okänd – orgel, flöjt